# Österreich: Oben und Unten
Österreich: Oben und Unten ist ein österreichischer Dokumentarfilm von Joseph Vilsmaier aus dem Jahr 2015. Der Kinostart in Österreich war am 30. Jänner 2015.

## Inhalt
Österreich wird hauptsächlich in Luftaufnahmen gezeigt. Dabei wird auch auf besondere Ereignisse wie einen Almabtrieb, das ErzbergRodeo oder die Salzburger Festspiele eingegangen.

## Hintergrund

### Produktion
Die Bilder wurden hauptsächlich per Helikopter, mit einer Cineflex-Kamera, gefilmt. Diese kann aus großer Entfernung sehr scharfe Aufnahmen anfertigen und wurde schon bei vielen weiteren Produktionen des Regisseurs eingesetzt.

### Soundtrack
Für die Filmmusik wurden einige Lieder von Hubert von Goisern, in Zusammenarbeit mit Robert Opratko, neu arrangiert. Die Lieder wurden vom Orchester der Vereinigten Bühnen Wien eingespielt. Einzelne Szenen wurden weiterhin noch mit Jodeln, Volksmusik, Walzer und sakralen Klängen ergänzt.